# Marco Calliari
Marco Calliari né au Canada, est un chanteur et guitariste canado-italien. Membre fondateur du groupe heavy metal québécois Anonymus créé en 1989, il quitte le groupe en 2006 pour se consacrer à une carrière solo dans la musique traditionnelle italienne.

## Biographie
La carrière de Marco débute en 1989 lors de la formation du groupe de heavy metal québécois Anonymus. Le groupe est formé de quatre amis d'enfance. Marco est guitariste pour le groupe jusqu'en 2006, lorsqu'il le quitte pour se concentrer sur sa carrière solo. C'est en 2003 que Marco Calliari commence sa carrière solo, abandonnant la musique metal pour la musique traditionnelle italienne. La transition entre les deux univers s'est opérée notamment grâce à des cours de guitare classique au Cégep de Saint-Laurent et un séjour à la même époque d'un mois et de demi en Italie, au cours duquel il s'est intéressé à la culture. Il sort son premier album solo en 2004, qui obtient un engouement tout à fait inattendu. Il enchaîne les représentations à un rythme très soutenu,. La difficulté à concilier sa carrière solo et sa participation au groupe conduit à une séparation amicale avec Anonymus,.
En 2004, il obtient le Prix Étoile lors du Festival de musiques émergentes de Rouyn-Noranda. En 2005, il obtient la bourse RIDEAU (Réseau indépendant des diffuseurs d’événements artistiques unis). À l'automne 2006, il sort Mia dolce vita, un album de reprises de chansons traditionnelles italiennes avec des titres très connus comme Caruso, Bella Ciao, 'O sole mio, L’Italiano. Il réalise ensuite une longue et intense tournée de concerts, faisant par exemple 27 représentation en novembre 2007, et cumulant un minimum de 200 dates sur l'année 2007 et le début de l'année 2008,,. L'ensemble des ventes de ses deux premiers album (sortis en 2004 et 2006) est, en 2010, de 70 000 exemplaires. En 2005 et 2007, Marco Calliari est nommé au Gala de l'ADISQ dans la catégorie « Album de l'année – Musique du Monde »,,,.
En 2008, il anime la soirée de gala d’ouverture des Francofolies de Montréal. Il a aussi été invité à participer au spectacle pour les célébrations du 400e anniversaire de la Ville de Québec.
En février 2009, il s'installe pendant trois semaines en Gaspésie à Cap-d'Espoir, dans la maison d'un ancien gardien de phare pour pouvoir se concentrer : hyperactif, il a trouvé ce moyen pour se consacrer à l’écriture et la composition d'un nouvel l'album, Al Faro Est (Traduction : Au Phare Est),. Il s'agit d'un album de douze chansons originales écrites en italien et une chanson traditionnelle tocsane. Il fait jouer dans cet album 29 musiciens et accueille également plusieurs invités, dont le chanteur Nedjim Bouizoul (dans La Rabbia), un algérien installé à Montréal, et Enrico Greppi (dans Come se fossé), de Florence en Italie.
Les paroles en italien de Marco Calliari ont parfois été critiquées par ses pairs. Pendant plusieurs années, il a travaillé à se perfectionner en prenant des cours avec un professeur d'italien. Et pour la sortie de son album Al Faro Est, il déclare : « Ce que j’ai écrit dans cet album, c’est du béton. On ne pourra pas me reprocher de parler un mauvais italien. Enfin, j’ai tout de même gardé deux expressions québécoises traduites mot à mot en italien… J’aime tellement faire ça et je crois que ça donne une couleur particulière à mes chansons! ».
En mai 2009, il donne son premier concert à New-York, à l'occasion de l'annonce de la sortie internationale d'un album de compilation de musique italienne par Putumayo World Music, dans lequel figure la chanson L'Americano de Callieri. Il reviendra en tournée aux États-Unis les années suivantes, signant notamment avec Mondo Mundo, une grosse agence de « booking » de musique du monde aux États-Unis,. Il joue également en Europe, avec 200 spectacles entre 2006 et 2011,.
En 2010, le DJ québécois MC Mario lance un remix de L’Americano interprété par Marco Calliari dans l'album Mia Dolce Vita, donnant ainsi une seconde vie à cette chanson avec une audience internationale. Le remix du clip réalise 10 000 vues par jour et compte plus de 500 000 visionnements sur YouTube.
En 2011, il présente son spectacle à New York. Ce passage lui donne l'occasion d'offrir des spectacles à Madison (World Music Festival), Milwaukee (Global Union) et Chicago (WMF). Il monte également sur les planches du Folk Festival de Winnipeg et de Regina.
Au Québec, à l'été 2011, il participe à plusieurs festivals comme le Festival international de jazz de Montréal et le Festival d’été de Québec. Son album Al Faro Est est nommé au Gala de l’ADISQ comme meilleur album world de l’année 2011.
En 2014, son quatrième album, intitulé Mi ricordo, est constitué de onze reprises de chansons québécoises à succès dont il traduit les paroles en italien. Il reprend notamment des chansons de Robert Charlebois, La Bolduc, Georges Dor, Les Colocs, Paul Piché, Plume Latraverse. Il modifie également le tempo et change les instruments,,. En tournée pour son spectacle Mi ricordo/Je me souviens, il se produit en décembre 2014 à Montréal et reverse les bénéfices de cette soirée aux Services communautaires canadiens-italiens du Québec pour rendre hommage à ses racines et à la langue italienne qu'il utilise depuis son départ du groupe Anonymus. Le spectacle est mis en scène par Michel Faubert et il est accompagné par trois musiciennes jouant trompette, tuba et accordéon,.
En 2016, il enregistre en une soirée l'album live One Night regroupant 18 chansons « tranquilles », des ballades qu'il appelle des « breathers », c'est-à-dire qui permettent d'apporter une respiration pendant les spectacles,. D'après Le Devoir, cet album comporte une « forte dose de romance ».
En janvier 2019, il sort son sixième album solo, Bang Bang. Pour fêter ses trente ans de carrière, il invite sur cet album ces anciens camarades du groupe Anonymous. L'album comporte donc un métissage entre metal et musique du monde, alliant guitares électriques et accordéon, clarinette, tuba...
Fin 2019, Andrea Gozzi, professeur d’Histoire du rock à l’Université de Florence, publie Calliari Bang! Bang!, une biographie centrée sur l'évolution musicale de Marco Calliari au fil des onze disques qu'il a produit. Andrea Gozzi et Marco Calliari s'étaient rencontrés lors d'un passage d'Andrea Gozzi au Québec en 2008.
Pendant la pandémie de Covid-19 et le confinement, des concerts en présentiel sont annulés. Marco Calliari propose des spectacles « en direct de son salon » tous les jeudis,. En parallèle, il travaille sur un nouveau virage artistique : il veut désormais chanter en français et adopter un son « plus moderne ». En 2021, il prend également un nouveau nom de scène : « Molotov Mon Amour ».

## Discographie

### Avec Anonymus
Voir l'article Anonymus.

## Annexe